# Vermillion, Minnesota
Vermillion är en ort i Dakota County i Minnesota. Vid 2020 års folkräkning hade Vermillion 441 invånare.